# Byala
Byala (en búlgaro: Бяла) es una ciudad de Bulgaria en la provincia de Varna.

## Geografía
Se encuentra a una altitud de 101 m s. n. m. a 471 km de la capital nacional, Sofía.

## Demografía
Según estimación 2012 contaba con una población de 1 601 habitantes.
|         | 2004  | 2005  | 2006  | 2007  | 2008  | 2009  | 2010  |
| Mujeres | 1 025 | 1 026 | 1 015 | 1 086 | 1 095 | 1 088 | 1 059 |
| Varones | 999   | 1 029 | 1 045 | 1 110 | 1 105 | 1 083 | 1 071 |
| Total   | 2 024 | 2 055 | 2 060 | 2 196 | 2 200 | 2 171 | 2130  |